# King of Stage
King of Stage - debiutancki album wykonawcy R&B, Bobby'ego Browna wydany w 1986 przez MCA. Singlami promującymi płytę były piosenki Girlfriend i Girl Next Door.

## Lista utworów
1. "Girlfriend" – 6:16
2. "Girl Next Door" – 4:08
3. "Baby, I Wanna Tell You Something" – 3:47
4. "You Ain't Been Loved Right" – 5:07
5. "King Of Stage" – 5:07
6. "Love Obsession" – 4:43
7. "Spending Time" – 3:58
8. "Seventeen" – 4:17
9. "Your Tender Romance" – 5:10